# Suhpalacsa obscurus
Suhpalacsa obscurus är en insektsart som beskrevs av Fraser 1922. Suhpalacsa obscurus ingår i släktet Suhpalacsa och familjen fjärilsländor. Inga underarter finns listade i Catalogue of Life.